# Kingdonia uniflora
Genre
Espèce
Classification APG III (2009)
Kingdonia uniflora est une espèce de plantes à fleurs de la famille des Circaeasteraceae. C'est la seule espèce du genre Kingdonia (genre monotypique).

## Taxonomie
Cette espèce était classée en classification phylogénétique APG II (2003) soit dans la famille Kingdoniaceae, soit optionnellement dans la famille Circaeasteraceae.
La classification phylogénétique APG III (2009), qui a évité toute option, place systématiquement Kingdonia uniflora dans Circaeasteraceae, rendant la famille Kingdoniaceae invalide.

### GenreKingdonia
- (en) Flora of China :  Kingdonia
- (en) NCBI : Kingdonia (taxons inclus)
- (en) GRIN : genre Kingdonia  Balf. f. et W. W. Sm.  (+liste d'espèces contenant des synonymes)

### EspèceKingdonia uniflora
- (en) Flora of China :  Kingdonia uniflora
- (en) NCBI : Kingdonia uniflora (taxons inclus)